# 후고 에그몬트 회링
후고 에그몬트 회링(덴마크어: Hugo Egmont Hørring, 1842년 8월 17일~1909년 2월 13일)은 덴마크의 정치인이다. 덴마크 내무부 장관(1894년 1월 15일~1897년 5월 23일), 덴마크 재무부 장관(1897년 5월 23일~1900년 4월 27일), 덴마크 법무부 장관(1899년 8월 28일~1900년 4월 27일)을 역임했으며 1897년 5월 23일부터 1900년 4월 27일까지 제16대 덴마크의 총리를 역임했다.